# Profesional'nyj Futbol'nyj Klub Sevastopol'
Il Profesional'nyj Futbol'nyj Klub Sevastopol' (in ucraino Професіональний футбольний клуб
Севастополь?) è stata una società calcistica ucraina con sede nella città di Sebastopoli. Fondato nel 2002, il club militava nella Prem"jer-liha, il massimo campionato calcistico ucraino.
Il 19 marzo 2014 ha presentato domanda alla UEFA per passare nel campionato russo in seguito all'annessione della Crimea da parte della Russia. Dopo essere stata respinta la richiesta da parte della UEFA, il club si è sciolto.

## Stadio
Lo SK Sevastopol è lo stadio in cui il PFC Sevastopol gioca le gare casalinghe di campionato. Nella stagione 2009-10, il club ha però giocato metà delle partite interne al Druzhba Stadium di Bakhchisaray (Crimea). Si sta valutando anche la possibilità di ricostruire lo Hirnyk Stadium di Balaklava, di proprietà del comune di Sebastopoli.

## Risultati in campionato e in coppa
| Stagione | Divisione              | Posizione | G  | V  | N | S  | GF | GS | Pt | Coppa d'Ucraina    | Europa | Europa | Note     |
| -------- | ---------------------- | --------- | -- | -- | - | -- | -- | -- | -- | ------------------ | ------ | ------ | -------- |
| 2002-03  | Druha Liha             | 9         | 30 | 12 | 4 | 14 | 31 | 36 | 40 | 32esimi di finale  |        |        |          |
| 2003-04  | Druha Liha             | 10        | 30 | 10 | 8 | 12 | 26 | 33 | 38 | 32 esimi di finale |        |        |          |
| 2004-05  | Druha Liha             | 13        | 26 | 7  | 4 | 15 | 19 | 34 | 25 | 32esimi di finale  |        |        |          |
| 2005-06  | Druha Liha             | 3         | 28 | 15 | 6 | 7  | 48 | 29 | 51 | 64esimi di finale  |        |        |          |
| 2006-07  | Druha Liha             | 1         | 28 | 21 | 1 | 6  | 58 | 21 | 64 | quarti di finale   |        |        | Promosso |
| 2007-08  | Perša Liha             | 15        | 38 | 12 | 7 | 19 | 38 | 55 | 43 | 16esimi di finale  |        |        |          |
| 2008-09  | Perša Liha             | 4         | 32 | 15 | 6 | 11 | 43 | 41 | 51 | 32esimi di finale  |        |        |          |
| 2009-10  | Perša Liha             | 1         | 34 | 24 | 4 | 6  | 68 | 27 | 76 | 32esimi di finale  |        |        | Promosso |
| 2010-11  | Premier League ucraina |           |    |    |   |    |    |    |    | ottavi di finale   |        |        |          |

## Allenatori
- Valeriy Petrov (luglio 2002 - 2005)
- Serhiy Puchkov (2005 - settembre 2008)
- Oleh Leschynskyi (settembre 2008 - giugno 2010; settembre 2010 - oggi)
- Serhiy Shevchenko (giugno 2010 - settembre 2010)

## Rosa 2013-2014
Aggiornata al 31 maggio 2014.
| N. |                     | Ruolo | Calciatore              |
| -- | ------------------- | ----- | ----------------------- |
| 1  | Ucraina (bandiera)  | P     | Oleg Chuvaev            |
| 2  | Ucraina (bandiera)  | D     | Volodymyr Fedoriv       |
| 3  | Ucraina (bandiera)  | D     | Oleksandr Chelyadnyk    |
| 4  | Serbia (bandiera)   | C     | Igor Duljaj             |
| 5  | Ucraina (bandiera)  | C     | Yevhen Bredun           |
| 6  | Albania (bandiera)  | D     | Debatik Curri           |
| 7  | Ucraina (bandiera)  | C     | Artem Kultyshev         |
| 8  | Ucraina (bandiera)  | C     | Artur Karnoza           |
| 9  | Ucraina (bandiera)  | C     | Andriy Kiva             |
| 10 | Ucraina (bandiera)  | C     | Oleksandr Zhabokrytskyy |
| 11 | Ucraina (bandiera)  | A     | Oleksandr Kovpak        |
| 14 | Ucraina (bandiera)  | C     | Ruslan Malinovs'kyj     |
| 15 | Lituania (bandiera) | D     | Saulius Mikoliūnas      |
| 17 | Ucraina (bandiera)  | A     | Volodymyr Koval'        |
| 18 | Polonia (bandiera)  | C     | Mariusz Lewandowski     |
| 19 | Ucraina (bandiera)  | C     | Denys Kožanov           |
| 20 | Ucraina (bandiera)  | C     | Oleksandr Karavajev     |

| N. |                    | Ruolo | Calciatore              |
| -- | ------------------ | ----- | ----------------------- |
| 22 | Ucraina (bandiera) | C     | Roman Machulenko        |
| 24 | Ucraina (bandiera) | D     | Serhij Voronin          |
| 27 | Ucraina (bandiera) | D     | Ivan Bilyi              |
| 28 | Russia (bandiera)  | C     | Aleksandr Daniševskij   |
| 30 | Ucraina (bandiera) | D     | Jevhen Nepljach         |
| 33 | Ucraina (bandiera) | D     | Jevhen Novak            |
| 34 | Ucraina (bandiera) | C     | Volodymyr Tančyk        |
| 44 | Ucraina (bandiera) | D     | Serhij Symonenko        |
| 45 | Ucraina (bandiera) | P     | Kostjantyn Machnovs'kyj |
| 70 | Russia (bandiera)  | C     | Sergej Tkačëv           |
| 72 | Ucraina (bandiera) | P     | Igor Lytovka            |
| 77 | Georgia (bandiera) | D     | Mate Ghvinianidze       |
| 79 | Ucraina (bandiera) | A     | Serhij Kuznecov         |
| 88 | Ucraina (bandiera) | C     | Anton Kramar            |
|    | Ucraina (bandiera) | D     | Andriy Hurskyi          |
|    | Nigeria (bandiera) | A     | Alozie Michael Chidi    |

## Rosa 2012-2013
| N. |                     | Ruolo | Calciatore              |
| -- | ------------------- | ----- | ----------------------- |
| 1  | Ucraina (bandiera)  | P     | Oleh Chuvayev           |
| 2  | Ucraina (bandiera)  | D     | Volodymyr Fedoriv       |
| 3  | Ucraina (bandiera)  | D     | Oleksandr Chelyadnyk    |
| 4  | Serbia (bandiera)   | C     | Igor Duljaj             |
| 5  | Ucraina (bandiera)  | C     | Yevhen Bredun           |
| 6  | Albania (bandiera)  | D     | Debatik Curri           |
| 7  | Ucraina (bandiera)  | C     | Artem Kultyshev         |
| 8  | Ucraina (bandiera)  | C     | Artur Karnoza           |
| 9  | Ucraina (bandiera)  | C     | Andriy Kiva             |
| 10 | Ucraina (bandiera)  | C     | Oleksandr Zhabokrytskyy |
| 11 | Ucraina (bandiera)  | A     | Oleksandr Kovpak        |
| 14 | Ucraina (bandiera)  | C     | Ruslan Malinovskyi      |
| 15 | Lituania (bandiera) | D     | Saulius Mikoliūnas      |
| 17 | Ucraina (bandiera)  | A     | Volodymyr Koval'        |
| 18 | Polonia (bandiera)  | C     | Mariusz Lewandowski     |
| 19 | Ucraina (bandiera)  | C     | Denys Kožanov           |

| N. |                    | Ruolo | Calciatore              |
| -- | ------------------ | ----- | ----------------------- |
| 20 | Ucraina (bandiera) | C     | Oleksandr Karavajev     |
| 22 | Ucraina (bandiera) | C     | Roman Machulenko        |
| 24 | Ucraina (bandiera) | D     | Serhij Voronin          |
| 27 | Ucraina (bandiera) | D     | Ivan Bilyi              |
| 28 | Russia (bandiera)  | C     | Aleksandr Daniševskij   |
| 30 | Ucraina (bandiera) | D     | Jevhen Nepljach         |
| 33 | Ucraina (bandiera) | D     | Jevhen Novak            |
| 34 | Ucraina (bandiera) | C     | Volodymyr Tančyk        |
| 44 | Ucraina (bandiera) | D     | Serhij Symonenko        |
| 45 | Ucraina (bandiera) | P     | Kostjantyn Machnovs'kyj |
| 70 | Russia (bandiera)  | C     | Sergej Tkačëv           |
| 72 | Ucraina (bandiera) | P     | Ihor Lytovka            |
| 77 | Georgia (bandiera) | D     | Mate Ghvinianidze       |
| 79 | Ucraina (bandiera) | A     | Serhij Kuznecov         |
| 88 | Ucraina (bandiera) | C     | Anton Kramar            |
|    | Ucraina (bandiera) | D     | Andriy Hurskyi          |

## Rosa 2010-2011
| N. |                    | Ruolo | Calciatore              |
| -- | ------------------ | ----- | ----------------------- |
| 1  | Ucraina (bandiera) | P     | Oleksandr Sokorenko     |
| 2  | Ucraina (bandiera) | A     | Yuriy Pleshakov         |
| 3  | Ucraina (bandiera) | D     | Oleh Shandruk           |
| 4  | Ucraina (bandiera) | D     | Volodymyr Chulanov      |
| 5  | Ucraina (bandiera) | D     | Oleksandr Shevelyukhin  |
| 6  | Ucraina (bandiera) | C     | Yevhen Bredun           |
| 7  | Ucraina (bandiera) | C     | Artem Kultyshev         |
| 8  | Ucraina (bandiera) | C     | Roman Voynarovskyy      |
| 9  | Ucraina (bandiera) | C     | Andriy Kiva             |
| 10 | Ucraina (bandiera) | C     | Oleksandr Zhabokrytskyy |
| 11 | Tunisia (bandiera) | C     | Toafik Salhi            |
| 13 | Ucraina (bandiera) | D     | Oleh Polischuk          |
| 14 | Ucraina (bandiera) | A     | Andriy Shevchuk         |
| 15 | Ucraina (bandiera) | D     | Andriy Stepanov         |
| 17 | Polonia (bandiera) | D     | Mariusz Lewandowski     |

| N. |                     | Ruolo | Calciatore        |
| -- | ------------------- | ----- | ----------------- |
| 18 | Ucraina (bandiera)  | C     | Serhiy Ferenchak  |
| 19 | Ucraina (bandiera)  | D     | Dmytro Hololobov  |
| 23 | Ucraina (bandiera)  | A     | Ihor Chudob"jak   |
| 25 | Ucraina (bandiera)  | C     | Andriy Zborovskyi |
| 27 | Ucraina (bandiera)  | C     | Maksym Lisovyi    |
| 30 | Moldavia (bandiera) | D     | Vadim Bolohan     |
| 33 | Ucraina (bandiera)  | P     | Maryan Marushchak |
| 44 | Serbia (bandiera)   | C     | Igor Duljaj       |
| 50 | Ucraina (bandiera)  | D     | Andrij Fartušnjak |
| 55 | Nigeria (bandiera)  | A     | Julius Aghahowa   |
| 66 | Ucraina (bandiera)  | D     | Ivan Shyshkin     |
| 72 | Ucraina (bandiera)  | P     | Ihor Lytovka      |
| 88 | Brasile (bandiera)  | C     | Neno              |
| 99 | Moldavia (bandiera) | C     | Serhei Nudnii     |
|    | Ucraina (bandiera)  | C     | Anton Izvekov     |

## Palmarès

### Competizioni nazionali
- Perša Liha: 2

2009-2010, 2012-2013
- Druha Liha: 1

2006-2007

### Altri piazzamenti
- Coppa d'Ucraina:

Semifinalista: 2012-2013
- Perša Liha:

Terzo posto: 2011-2012
- Druha Liha:

Terzo posto: 2005-2006